# Bregovo, Kărdjali
Bregovo (în bulgară Брегово) este un sat în comuna Kirkovo, regiunea Kărdjali,  Bulgaria. 

## Demografie
Componența etnică a satului Bregovo
     Turci (98,78%)
     Nicio identificare (1,21%)
     Altele (0%)
La recensământul din 2011, populația satului Bregovo era de 82 locuitori. Din punct de vedere etnic, majoritatea locuitorilor (98,78%) erau turci. Pentru 1,21% din locuitori nu este cunoscută apartenența etnică.